# Sandförstgen

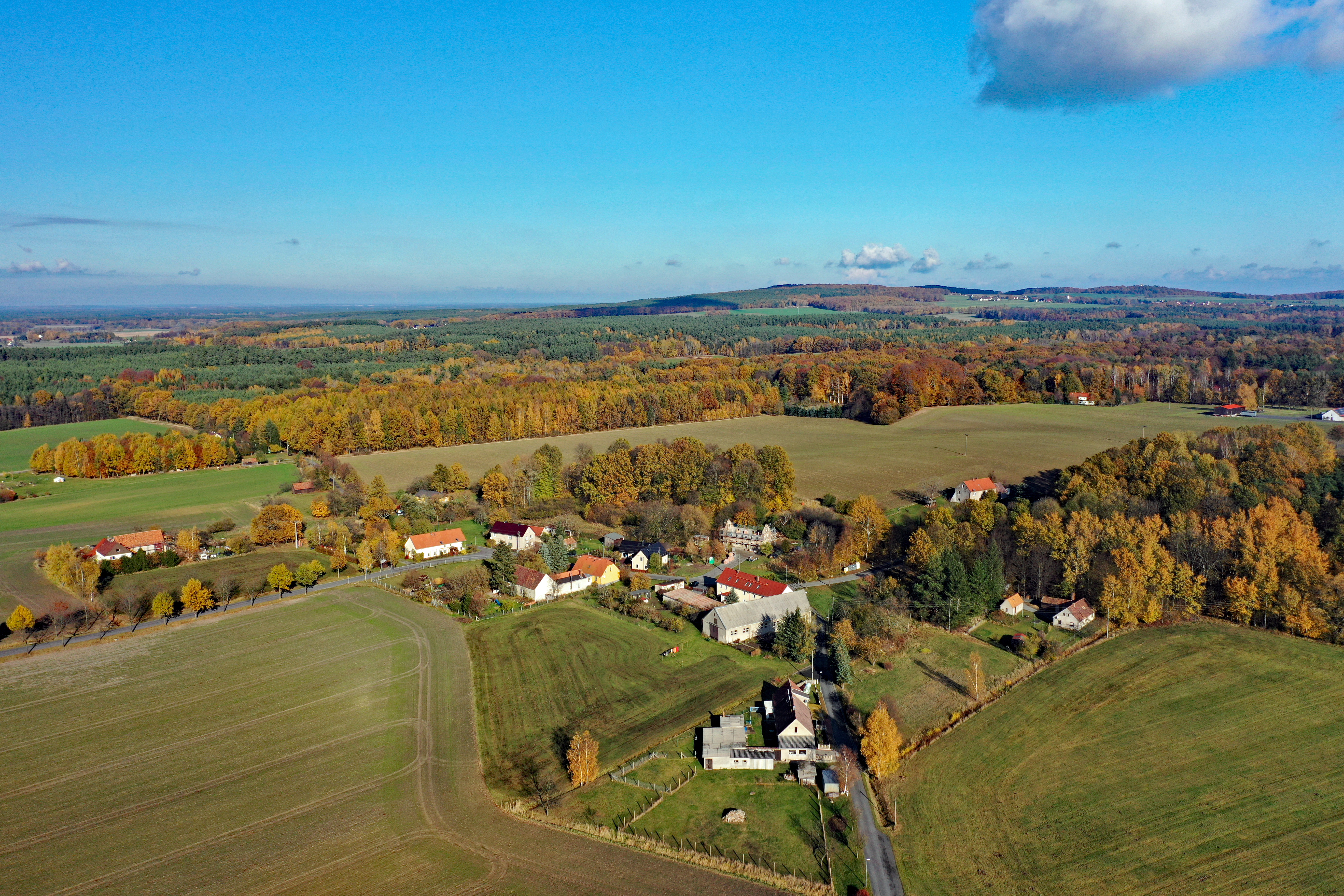
Luftbild

Sandförstgen, obersorbisch Borštkaⓘ, ist ein Ortsteil der ostsächsischen Gemeinde Hohendubrau. Das Dorf liegt im sorbischen Siedlungsgebiet im westlichen Teil des Landkreises Görlitz in der Oberlausitz.

## Geographie
Sandförstgen liegt knapp fünf Kilometer nördlich der Stadt Weißenberg, die über eine gleichnamige Anschlussstelle an der Bundesautobahn 4 (Abschnitt Bautzen–Görlitz) verfügt. Zwischen 1815 und 1945 verlief zwischen den beiden Orten die sächsisch-preußische Grenze, die an dieser Stelle noch heute die Kreisgrenze zwischen dem Landkreis Bautzen und dem Landkreis Görlitz bildet. In nordöstlicher Richtung erhebt sich die Hohe Dubrau.
Umliegende Ortschaften sind die Hohendubrauer Ortsteile Groß Saubernitz im Westen, Weigersdorf im Norden, Groß Radisch im Nordosten, Jerchwitz im Osten und Gebelzig im Südosten. Im Süden liegt jenseits der Kreisgrenze der Weißenberger Ortsteil Wuischke.

## Geschichte

### Ortsgeschichte
Sandförsten ist ein relativ junger Ort. Die als Rundweiler in der Flur von Obergebelzig angelegte Siedlung wurde 1732 erstmals urkundlich erwähnt. Die Grundherrschaft übte das Rittergut Obergebelzig aus, und auch geistlich war Sandförstgen der evangelischen Kirche Gebelzig unterstellt.

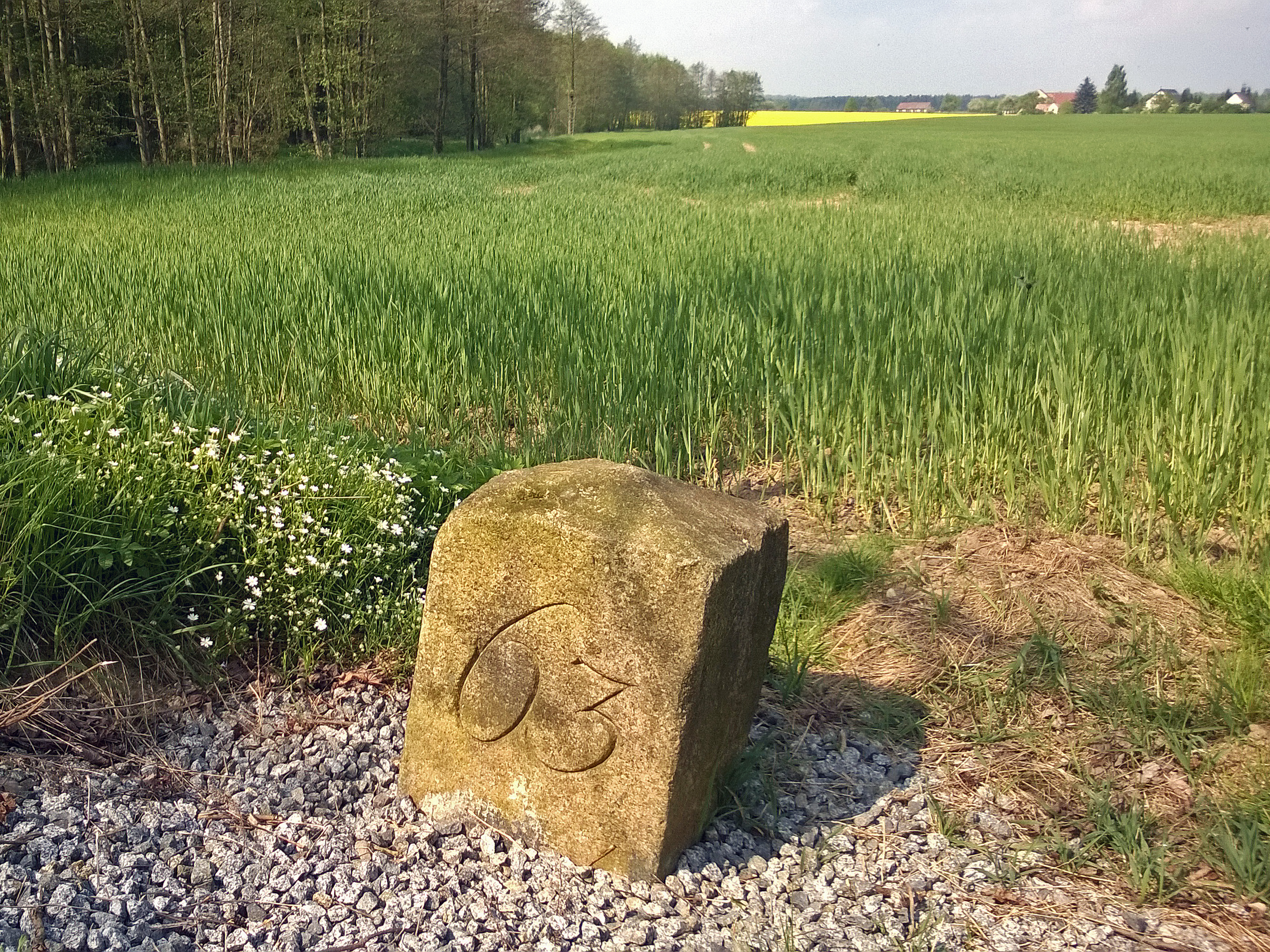
Grenzstein Nr. 63 zwischen den Königreichen Sachsen und Preußen bei Sandförstgen

Nach dem Wiener Kongress wurde 1815 die Oberlausitz geteilt, wobei das Königreich Preußen den größeren nordöstliche Teil erhielt. Infolgedessen wurde Sandförstgen 1816 dem neu gegründeten Landkreis Rothenburg (Ob. Laus.) zugeschlagen.
Etwa 500 Meter südlich der Ortschaft wurde in der zweiten Hälfte des 19. Jahrhunderts Ton, der unmittelbar unter der Geländeoberfläche lag, abgebaut. Ebenfalls abgebaut wurde die unter dem tertiären Ton liegende Braunkohle und unter anderem in die Ziegeleien von Groß Saubernitz und Niedergebelzig geliefert.
Durch die Fusion von Ober- und Niedergebelzig wurde Sandförstgen im Jahr 1928 ein Ortsteil der neuen Gemeinde Gebelzig. Nach dem Zweiten Weltkrieg wieder zum Land Sachsen gehörend, kam die Gemeinde Gebelzig mit ihren Ortsteilen Groß Saubernitz und Sandförstgen 1952 zum Kreis Niesky.
Durch die Kreisreform von 1994 kam Sandförstgen zum Niederschlesischen Oberlausitzkreis und gehört seit dem 1. Juli 1995 infolge des Zusammenschlusses der Gemeinden Gebelzig, Groß Radisch und Weigersdorf als einer von neun Ortsteilen zur Gemeinde Hohendubrau. Durch eine erneute Kreisreform liegt Sandförstgen seit dem 1. August 2008 im Landkreis Görlitz.

### Bevölkerungsentwicklung
| Jahr | Einwohner |
| ---- | --------- |
| 1825 | 66        |
| 1871 | 104       |
| 2008 | 58        |
| 2014 | 56        |

Bei der Landesexamination im Jahr 1777 wurden für Sandförstgen vier besessene Mann, vier Gärtner und drei Häusler gemeldet.
Anfang des 19. Jahrhunderts hatte Sandförsten 66 Einwohner, die sich auf 12 Wirtschaften verteilten. Bis Anfang der zweiten Hälfte jenes Jahrhunderts stieg die Einwohnerzahl auf etwa 100 an, wobei noch 1884 der Anteil der Sorben bei 78 % lag. Noch vor Ende des Jahrhunderts wurden die Einwohnerzahlen gemeinsam mit Obergebelzig erhoben. Der Sprachwechsel zum Deutschen erfolgte überwiegend in der ersten Hälfte des 20. Jahrhunderts.

### Ortsname
Urkundliche Erwähnungen sind Klein Förstgen (1732) auf Johann George Schreibers Karte der Oberlausitz, Sand-Förstgen (1759) auf der Karte des Markgrafthums Oberlausitz von Peter Schenk, Förstgen (1777) und Klein Förstgen sowie Sandförstgen (1791). Das jeweils verwendete Präfix dient zur Unterscheidung vom etwa 15 Kilometer nördlich liegenden Kirchdorf Förstgen; die Bevorzugung des Präfixes Sand- (das wahrscheinlich auf den vorherrschenden Bodenart Bezug nimmt) gegenüber Klein dürfte zur besseren Unterscheidung von Kleinförstchen (westlich von Bautzen) dienen.
Der sorbische Name entwickelte sich von Borschka (1767 bei Knauthe), Borschcžka (1848) zum noch heute gültigen Borštka (1885). 1920 wurde der Name als Pěsačna Borštka wiedergegeben. Der sorbische Name ist wohl auf eine Sorabisierung vom deutschen Forst nach Boršć zurückzuführen. Diese Entsprechung im deutschen und sorbischen Namen ist bei Salzenforst, bei Oberförstchen und dem benachbarten Kleinförstchen, bei Kronförstchen sowie bei Förstgen zu beobachten. Einzig bei Sandförstgen ist der sorbische Name präfixfrei, dafür wurde die Wortendung um das Verkleinerungssuffix -k in der weiblichen Form -ka erweitert.